# Llofe
Llofe es un caserío rural de Chile en la comuna de Valdivia, provincia de Valdivia, Región de Los Ríos. Se ubica en la margen sur del río Pichoy.

## Historia

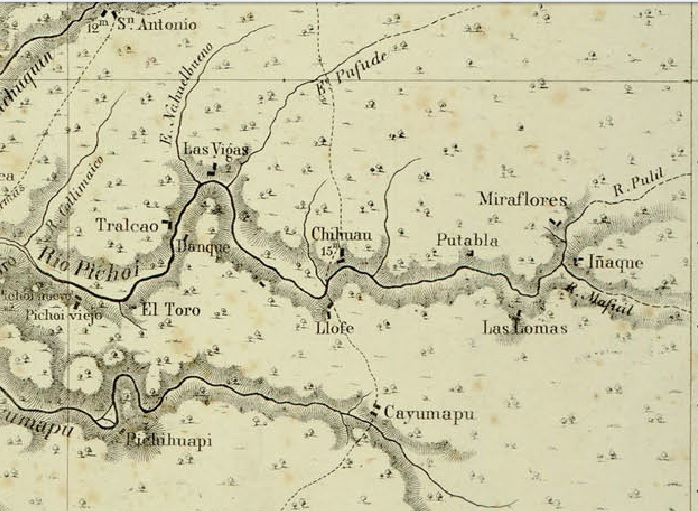
Llofe en el Mapa del Litoral de Valdivia de Francisco Vidal Gormaz

Lofe fue un caserío rural de origen mapuche con cierta importancia en la ruta que unía a la ciudad de Valdivia y a la misión de San José de la Mariquina —que pasaba también por las localidades como Chiguao, ubicada poco más al norte y Cayumapu, inmediatamente al sur—.
La localidad fue visitada por el ingeniero Francisco Vidal Gormaz en el año 1868.
En el año 1899, en el Diccionario Geográfico de la República de Chile de Francisco Astaburuaga, es mencionada:

Llofe. Caserío de pocos habitantes, casi todos indios pacíficos, situado en el departamento de Valdivia á la margen izquierda de Pichoy tres ó cuatro kilómetros al N. de la aldea de Cayumapu.
 Francisco Solano Astaburuaga 

## Accesibilidad y transporte
Llofe se encuentra a 31,2 km de la ciudad de Valdivia a través de la Ruta 202